# Eucalyptus coolabah
Eucalyptus coolabah är en myrtenväxtart som beskrevs av William Faris Blakely och Jacobs. Eucalyptus coolabah ingår i släktet Eucalyptus och familjen myrtenväxter. Inga underarter finns listade i Catalogue of Life.

## Bildgalleri

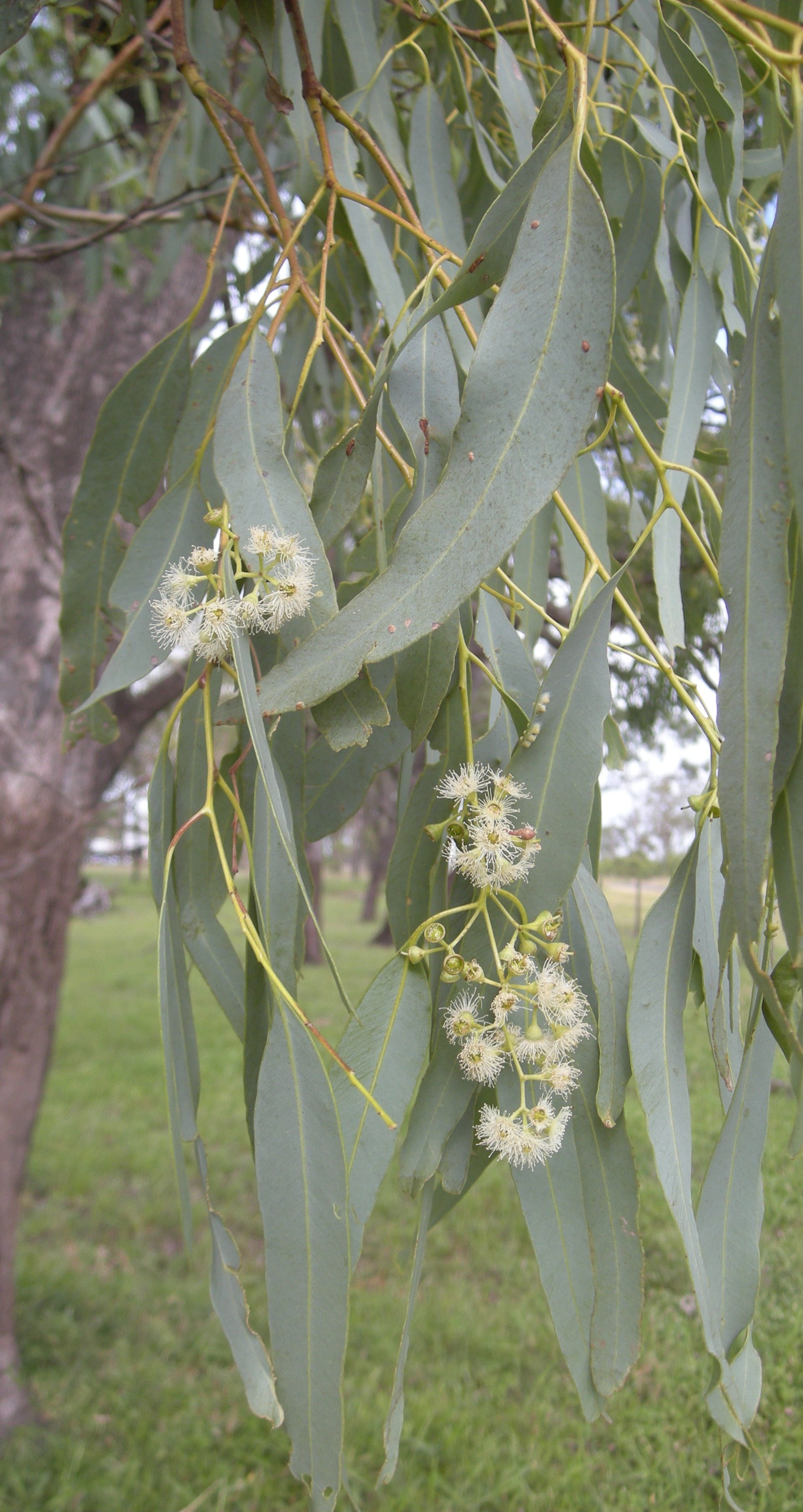
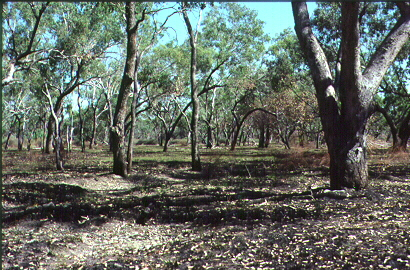